# Nieustraszony (film 2006)
Nieustraszony (chiń. 霍元甲; pinyin Huò Yuánjiǎ) – film wyprodukowany w Chińskiej Republice Ludowej, Hongkongu i Stanach Zjednoczonych w reżyserii Ronny’ego Yu z roku 2006.
Film opowiada historię życia wojownika wushu Huo Yuanjia. W rolę wcielił się Jet Li.